# Clearwater River (Idaho)

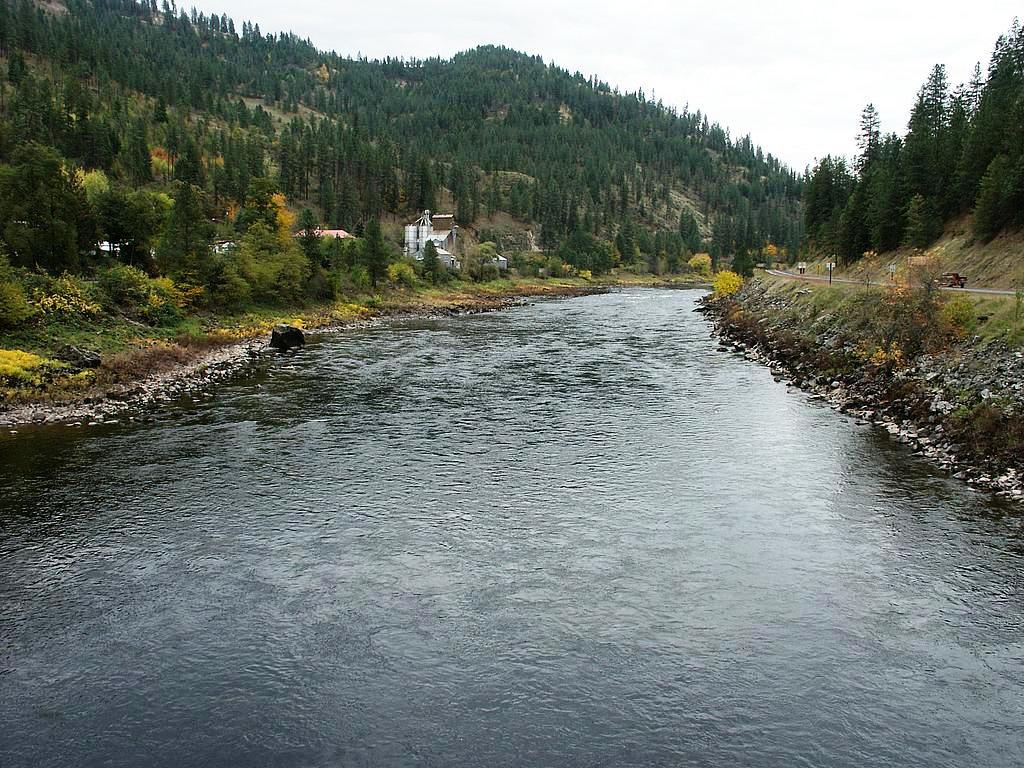
Clearwater river.

Clearwater River är en flod i Idaho, en av många floder i USA med detta namn. Clearwater är Snake Rivers största biflod vad gäller den tillförda vattenmängden och en högerbiflod. Den rinner upp nära gränsen mellan Idaho och Montana och flyter samman med Snake River vid Lewiston nära gränsen till Washington.